# Apologize
Apologize é uma canção escrita pelo vocalista Ryan Tedder da banda OneRepublic para seu álbum de estréia Dreaming Out Loud. A versão remix foi incluída no álbum do cantor Timbaland, Shock Value, e na versão deluxe de Dreaming Out Loud. A canção foi o maior airplay de rádio se tornando a maior na história do Pop Songs das rádios da América do Norte, com 10.394 peças em uma semana, até que seu recorde foi quebrado por Leona Lewis Bleeding Love, cuja canção foi co-escrita e produzida por Tedder. A canção foi um grande sucesso internacionalmente, chegando a número um em 16 países, incluindo Austrália, Áustria, Alemanha, Itália, Nova Zelândia, Suécia, Turquia, e na Holanda, também ficou no topo da Billboard Pop Songs oito semanas consecutivas. A canção cartografado entre os três melhores na Billboard Hot 100 e passou treze semanas no primeiro lugar no Canadá . Apologize foi colocada na lista das musicas mais 50 tocadas da Billboard Hot 100 de todos os tempos, lista a partir de seus primeiros 50 anos.
A canção passou 25 semanas consecutivas no top 10, o mais longo ficar lá por qualquer música desde Smooth, de Santana, que passou 30 semanas em 1999. A canção também alcançou o Top 10 da Billboard Hot 100 das cancões mais bem sucedidas da década, dessa forma ela permanece como o maior sucesso de OneRepublic nos Estados Unidos e no mundo até então. Foi O Hit Mais Tocado Entre 2007 e 2008.

## Versão remix
A versão remix, que está em Shock Value, foi produzida por Timbaland. O vocalista é Ryan Tedder, o líder e vocalista da banda OneRepublic. Neste remix, Timbaland produziu uma batida completamente diferente da original, podendo ser escutado no backing vocal, similar ao que fez em "Say It Right" de Nelly Furtado, sendo que ele não canta em nenhum verso ou refrão.

## Videoclipe
De acordo com o MySpace da banda, o videoclipe de "Apologize Remix" com Timbaland foi filmado em 14 de Setembro de 2007 e lançado no final de Outubro. O vídeo teve sua premiére no canal 'B4', do Reino Unido. Ele foi gravado em um estúdio de gravação que mostra Ryan Tedder cantando no estúdio enquanto os demais integrantes da banda tocam seus respectivos instrumentos musicais. Tedder também está tocando o piano e Timbaland produz a canção, enquanto a câmera mostra o OneRepublic. Foi lançado oficialmente no canal VH1, no Top 20 Countdown, em 27 de Outubro de 2007.
Outro videoclipe foi lançado em 2006, de "Apologize" original, mostrando cenas com vários instrumentos tocando, alguém lendo uma carta (escrita conforme a letra da canção) misturado com cenas de vários objetos (flores, caneta-pena & tinta, espelhos, penas, um abajur, entre outros) em uma mesa giratória. Conforme a canção toca, os objetos são destruídos em vários flashes. Esta versão ficou particularmente popular, alcançando mais de 50 milhões de visualizações no YouTube. Uma versão não-oficial deste clipe com o remix de Timbaland tocando no fundo ganhou uma grande popularidade na internet.

## Faixas e versões
CD Single
1. "Apologize" (Versão do Álbum) - 3:04
2. "Apologize" (Instrumental) - 3:04
3. "Apologize" (Videoclipe)
4. "Give It To Me (Laugh At 'Em)" (Edição de Rádio)
5. "Give It To Me (Laugh At 'Em)"

CD Single inglês
1. "Apologize" (Versão do Álbum) - 3:04
2. "Give It To Me (Laugh At 'Em)" (Edição de Rádio)

Outros remixes
- "Apologize (Daft Punk Mix)"

## Desempenho nas paradas
A versão remix se tornou um sucesso mundial, se tornando o primeiro grande hit de OneRepublic, e continuando a saga de hits de Timbaland em seu Shock Value. Na parada dos Estados Unidos, Billboard Hot 100, ela já alcançou a posição #2, superando o #3 do single anterior de Shock Value, "The Way I Are". É o terceiro single consecutivo de Shock Value a alcançar o topo da Billboard Pop 100, e já é o single de maior sucesso do álbum na Billboard Adult Top 40, alcançando a posição #1. Também é o terceiro single consecutivo de Shock Value a alcançar a primeira posição na parada Mainstream Top 40.
No Reino Unido, estreou na 32º posição baseada apenas em downloads digitais, e logo alcançou a 3º posição, dando a Timbaland seu terceiro single a atingir o top 10 de Shock Value.
Na Austrália, o single alcançou a 10ª posição na Parada de Singles ARIA, enquanto o single anterior, "The Way I Are", ainda estava no 1º lugar. A canção alcançou a posição #1 em ambos Canadian Hot 100 e New Zealand RIANZ Chart. É o primeiro #1 de Shock Value na Parada de Singles RIANZ da Nova Zelândia e o terceiro #1 consecutivo na Canadian Hot 100, do Canadá.